# Санчес Майя, Йесика
Йесика Санчес Майя (исп. Yésica Sánchez Maya; родилась 13 ноября 1977 года в Мехико, Мексика) — мексиканская юристка, правозащитница и феминистическая активистка, работающая в штате Оахака. Занималась защитой протестующих во время социального конфликта 2006 года в этом регионе.

## Деятельность
В 2003 году она возглавила отделение Мексиканской лиги защиты прав человека (Liga Mexicana por la Defensa de los Derechos Humanos, LIMEDDH) в Оахаке. В 2006 году, когда в Оахаке вспыхнула забастовка учителей, ей угрожали за защиту клиентов.  Когда Санчес Майя высказалась против государственного насилия и нарушений прав человека, в декабре 2006 года были выданы ордера на арест её, её коллеги-правозащитницы Алин Кастельянос и генерального секретаря XXII секции профсоюза учителей SNTE Энрике Руэды Пачеко.
Инцидент привлёк больше внимания к конфликту в Оахаке и к самой правозащитнице на международном уровне, поскольку в защиту Санчес Майи выступили различные организации, такие как Amnesty International, Всемирная организация против пыток и даже Совет европейских ассоциаций юристов , объединяющий почти 700 000 человек.
В 2008 году она покинула LIMEDDH и основала Консорциум по парламентскому диалогу и равенству, в котором является заместителем директора и работает над широким кругом вопросов, включая экономическое и политическое неравенство, фемицид, образование и другие аспекты прав и свобод человека.
Она давала показания на слушаниях Межамериканской комиссии по правам человека о насилии в регионе в отношении женщин, сексуальных меньшинств и коренного населения, включая народ мише. Также присутствовала на слушаниях и представляла доклады как в Организацию Объединенных Наций, так и в Организацию американских государств относительно насильственных исчезновений, пыток и насилия в отношении женщин.
В феврале 2009 года городской совет Оахаки-де-Хуарес отменил приуроченное к Международному женскому дню решение о признании заслуг Санчес Майи в защите прав женщин и гендерного равенства, поскольку тогдашний председатель муниципалитета , член ИРП Хосе Антонио Эрнандес Фрагуас заявил, что активистка является «врагом правительства штата».
В 2011 году Санчес Майя и другие активисты по правам человека смогли оказать давление на законодателей Оахаки, чтобы те приняли Закон о защите прав человека, чтобы ограничить запугивание со стороны государства и отстоять права граждан. В 2012 году она добивалась должности государственного омбудсмена по защите прав человека народа Оахаки (DDHPO) и получила поддержку НПО и многих граждан, но назначение досталось Артуро Пеймберту. Санчес Майя открыто критиковала омбудсмена за неспособность реализовать Закон о жертвах и созвать Комитет жертв. В 2015 году Санчес Майя выступала за принятие законов, защищающих журналистов и правозащитников от угроз и насилия, отметив, что число подобных инцидентов значительно возросло.